# Memoria Futuro
Memoria futuro es el quinto álbum de estudio del cantante mexicano Siddhartha,  publicado el 2 de noviembre de 2020. por Sony Music

Tiene un sonido más apegado al Pop alternativo, a diferencia de su antecesor Únicos con sintetizadores más presentes pero sin dejar de lado el rock que caracteriza a Siddhartha, el disco cuenta con la colaboración de Zoé en la canción "La Ciudad" y Ximena Sariñana en  "Respiro"

## Memoria Futuro
Es un álbum conceptual, el cual está dividido en dos planos: "Pasado" y "Futuro", cuyas canciones se entrelazan entre sí para narrar una historia donde el destino y el futuro siempre tienen algo preparado para cada uno de nosotros, guardando en nuestra memoria las experiencias por las que hemos pasado, creando una miniserie a base de videoclips 
- Memoria: aquella caja fuerte  escondida en lo más profundo del alma, el único lugar donde el tiempo no pasa, la gente no muere, el amor no acaba y los momentos siguiran existiendo eternamente
- Futuro: un espacio de inagotables caminos al que todos vamos con los ojos vendados, esa tierra prometida, el horizonte en el mar al que nunca se alcanza y el nacimiento del arcoíris al que no se puede llegar.

## Lista de canciones
| N.º   | Título                            | Escritor(es)                                 | Duración |  |
| 1.    | «Algún día»                       | Siddhartha González y Raúl Gerardo Velázquez | 3:17     |  |
| 2.    | «Película»                        | Siddhartha y Raúl Gerardo Velázquez          | 4:13     |  |
| 3.    | «Aves del tiempo»                 | Siddhartha y Raúl Gerardo Velázquez          | 2:46     |  |
| 4.    | «Cada vez que vuelvas»            | Siddhartha y Raúl Gerardo Velázquez          | 3:39     |  |
| 5.    | «Me hace falta»                   | Siddhartha y Marcelo Alberto Salazar         | 3:46     |  |
| 6.    | «La ciudad (feat. Zoé)»           | Siddhartha                                   | 3:40     |  |
| 7.    | «Buscándote»                      | Siddhartha                                   | 3:49     |  |
| 8.    | «Respiro (feat. Ximena Sariñana)» | Siddhartha y Raúl Gerardo Velázquez          | 3:41     |  |
| 9.    | «Vida»                            | Siddhartha                                   | 3:43     |  |
| 10.   | «Memoria futuro»                  | Siddhartha y Raúl Gerardo Velázquez          | 3:16     |  |
| 35:50 |                                   |                                              |          |  |

## Músicos
- Raúl Velázquez: guitarra eléctrica (pistas 7 y 10), guitarra eléctrica y bajo eléctrico (pista 9).
- Sebastián Schon: sintetizadores.
- Damián Nava Zambrini: sintetizadores.
- Gabriel Pedernera: batería (pistas 1, 2, 3, 4, 5, 7 y 10).
- Lautaro Rico Gómez: bajo eléctrico (pistas 1, 2, 3, 4, 5, 7 y 10).
- Ale Giuliani: batería (pistas 8 y 9).
- Mateo Lewis: bajo eléctrico y órgano (pista 8), guitarra eléctrica y sintetizadores (pista 9).
- Rodrigo Guardiola: batería (pista 6).
- Sergio Acosta: guitarra acústica (pista 6).
- Mike Hernández: bajo eléctrico (pista 6).